# ザビーネ・フォン・ヴュルテンベルク
ザビーネ・フォン・ヴュルテンベルク（ドイツ語：Sabine von Württemberg, 1549年7月2日 - 1581年8月17日）は、ヘッセン＝カッセル方伯ヴィルヘルム4世の妃。

## 生涯
ザビーネはヴュルテンベルク公クリストフと、ブランデンブルク＝アンスバッハ辺境伯ゲオルクの娘アンナ・マリアとの間に生まれた。
1566年2月11日にマールブルクにおいてヘッセン＝カッセル方伯ヴィルヘルム4世と結婚した。ヴィルヘルム4世の弟ルートヴィヒ4世はすでにザビーネの姉ヘートヴィヒと結婚しており、ヴィルヘルム4世がザビーネの父との間で結婚の交渉をしている間にすでにお互いに会っていた。結婚式は非常に盛大に祝われた。2人の結婚生活は幸せだったと言われている。ヴィルヘルムは最初の遺言でサビーネを長男モーリッツの摂政に任命したが、ザビーネは1581年に夫より先に亡くなり、新しい遺言でヴィルヘルムは息子が成年に達していると宣言した。
ザビーネはカッセルのマルティン教会の霊廟に埋葬された。

## ザビーネの基金
ザビーネは国の福祉に気を配り、カッセルに無料の薬局を寄付した。これは宮廷だけでなく、カッセルの全臣民に物資を供給するのに役立った。特に、貧しい市民には医薬品は無料で提供された。この基金はもともと「永遠の時間」のために設立された。1831年、負担はクールヘッセン州の憲法により州が担うこととなり、州議会はそれ以降の費用を承認しなければならなかった。これを継承したプロイセン自由州は、1936年に137,000ライヒスマルク（今日の約675,000ユーロに相当）の支払いによりカッセル市に償還し、これにより基金は消滅した。

## 子女
- アンナ・マリア（1567年1月27日 - 1626年11月21日） - 1589年6月8日にナッサウ＝ヴァイルブルク伯ルートヴィヒ2世と結婚
- ヘートヴィヒ（1569年6月30日 - 1644年7月7日） - 1597年9月11日にホルシュタイン＝ピンネベルク伯およびシャウエンブルク伯エルンストと結婚
- アグネス（1569年6月30日 - 1569年9月5日）
- ゾフィー（1571年6月10日） - 1616年1月18日）
- モーリッツ（1572年 - 1632年） - ヘッセン＝カッセル方伯
- ザビーネ（1573年5月12日 - 1573年11月29日）
- ジドーニエ（1574年6月29日 - 1575年4月4日）
- クリスティアン（1575年10月14日 - 1578年11月9日）
- エリーザベト（1577年5月11日 - 1578年11月25日）
- クリスティーネ（1578年10月19日 - 1658年8月19日） - 1598年5月14日にザクセン＝アイゼナハ公ヨハン・エルンストと結婚
- ユリアーネ（1581年2月9日） - 生まれた日に死去